# Ходотов, Юрий Николаевич
Ю́рий Никола́евич Хо́дотов (20 января 1914, Санкт-Петербург, Российская империя — 22 июня 1990, Москва, СССР) — советский футболист (вратарь), тренер и функционер. Заслуженный тренер РСФСР (1971).

## Карьера

### Игрок
Родился в семье актёра Н. Н. Ходотова. До 1932 года жил в Берлине с семьёй, где с 1927 (по другим данным с 1928) играл на позиции вратаря в школьной команде. По возвращении на родину играл за команды Металлического завода Ленинграда. С 1933 по 1937 год учился в ГЦОЛИФК в Москве, где выступал за сборную вуза. На тренировке «Трактора» сломал нос и был вынужден прекратить карьеру вратаря.

### Тренер
В 1938 году стал самым молодым тренером в высшей лиге. В 1939 году вступил в комсомол. За период тренерской карьеры возглавлял «Трактор» (Сталинград, 1938—1940, 1947—1948), «Спартак» (Одесса, 1941), «Спартак» (Подольск, 1945—1946), «Динамо» (Саратов, 1946), ВМС (Москва, 1950—1951), «Спартак» (Вильнюс, 1952—1953), «Шахтёр» (Мосбасс, 1954—1955), «Торпедо» (Ростов-на-Дону, 1956), «Пахтакор» (Ташкент, 1957), «Шахтёр» (Караганда, 1958), «Труд» (Владимир, 1959), «Спартак» (Краснодар, 1960), «Цементник» (Белгород, 1961). Кроме того, тренировал юношеские команды клуба «Вымпел» (Калининград, Московская область) с 1967 по 1977 год.

### Функционер
Помимо непосредственной работы во главе команд, был членом тренерского совета секции футбола Спорткомитета СССР с 1939 по 1954 год. В последние годы был членом тренерского совета Федерации футбола Москвы и Московской области. Считается, что он внёс значительный вклад в тактическое переустройство советского футбола, развив и модернизировав систему «дубль-ве».